# Wanda Hjort Heger
Maar
Wanda Maria Heger, meisjesnaam von der Marwitz Hjort, (Oslo, 9 maart 1921 – aldaar, 27 januari 2017) was een Noors verzetsstrijder in de Tweede Wereldoorlog. Ze geniet vooral bekendheid aan de hulp die ze bood aan Noorse gevangenen in Duitsland. 

## Levensloop
Wanda Hjort was de oudste van zes kinderen. Haar vader was de bekende advocaat Johan Bernhard Hjort, die samen met Vidkun Quisling de Nasjonal Samling oprichtte. In 1937 brak haar vader met de Nasjonal Samling. Na de Duitse inval in Noorwegen bood Johan Bernhard Hjort juridische hulp aan gevangenen van de Duitsers. Zijn dochter smokkelde documenten en goederen de gevangenis in en uit. Haar vader werd in 1941 gearresteerd in opdracht van Josef Terboven nadat hij de Duitse bezetter openlijk had bekritiseerd in een artikel.
Hjorts' vader kwam in de gevangenis in Berlijn, maar kreeg na bemiddeling van Duitse familieleden huisarrest op een familielandgoed in Brandenburg op voorwaarde dat zijn hele familie zich bij hem zou voegen. Wanda vertrok met tegenzin naar Duitsland. Via contacten bij de zeemanskerk in Hamburg en de Deense Kerk in Berlijn kwam ze het achter het bestaan van een groeiende groep Noorse gevangenen in Sachsenhausen. Samen met haar broers en zussen reisde ze wekelijks per openbaar vervoer naar het concentratiekamp en vertelde dat ze pakketen had voor de Noorse gevangenen. Ze leerde op die manier de kampbewakers beter kennen en kreeg toegang tot de postkamer van het kamp, waardoor ze in staat was boodschappen van de Noorse gevangenen door te geven.
Via Noorse gevangenen had Hjort weet gekregen dat sommige Noren als Nacht und Nebel-gevangenen waren overgebracht naar het Franse kamp Natzweiler-Struthof. Met als reden dat ze Noorse studenten in Sennheim bezocht kreeg Hjort een visum om de Elzas te bezoeken. Ze kwam dicht genoeg in de buurt van het kamp om het bestaan ervan, en de aanwezigheid van Noorse gevangenen, te bevestigen.
Door de contacten waren de Hjorts in staat om accurate lijsten aan te leggen van Noorse gevangenen, inclusief de belangrijke gevangenennummers. Deze lijsten werden doorgespeeld naar de Noorse regering in ballingschap en kwamen van pas toen het Zweedse Rode Kruis aan het einde van de oorlog alle Scandinavische gevangenen in de Duitse gebieden met Witte Bussen ophaalden. Naast bijna achtduizend Scandinavische gevangenen werden meer dan zevenduizend niet-Scandinaviërs opgehaald en naar Zweden overgebracht.
Nadat de oorlog ten einde was trouwde Hjort in de zeemanskerk in Hamburg met Bjørn Heger, een medische student die in Berlijn vast had gezeten. Ze haalde een diploma als sociaal werker en werkte vervolgens onder vrouwelijke gevangenen. In 1984 publiceerde ze een boek over haar oorlogservaringen. In 1985 ontvingen zowel Heger als haar man de Orde van Sint-Olaf.